# Lamaronde
Lamaronde (picardisch: L’Maronde) ist eine nordfranzösische Gemeinde mit 56 Einwohnern (Stand 1. Januar 2022) im Département Somme in der Region Hauts-de-France. Die Gemeinde liegt im Arrondissement Amiens, ist Teil der Communauté de communes Somme Sud-Ouest und gehört zum Kanton Poix-de-Picardie.

## Geographie
Die Gemeinde liegt rund 7,5 Kilometer westnordwestlich von Poix-de-Picardie und erstreckt sich im Norden bis nahe an die Autoroute A29.

## Einwohner
| 1962 | 1968 | 1975 | 1982 | 1990 | 1999 | 2006 | 2011 |
| ---- | ---- | ---- | ---- | ---- | ---- | ---- | ---- |
| 101  | 89   | 81   | 72   | 66   | 68   | 75   | 68   |

## Verwaltung
Bürgermeister (maire) ist seit 2001 Xavier Despréaux.